# Slag bij Wadi al-Laban
De Slag bij Wadi al-Laban, ook de Slag bij Oued el Leben, vond plaats in maart-april 1558 tussen Marokko en Ottomaanse strijdkrachten onder Hasan Pasja, de zoon van Hayreddin Barbarossa. De strijd was tamelijk onduidelijk en vond plaats ten noorden van Fez, in Wadi al-Laban ("De rivierbedding van melk" of "De rivierbedding van yoghurt", een zijrivier van de Sebou, op een dagreis ten noorden van Fez.
Het conflict werd geïnitieerd toen de Marokkaanse heerser Mohammed ash-Sheikh weigerde trouw te geven aan de Ottomanen.
Hasan Pasja, de zoon van Barbarossa, werd in juni 1557 door de Ottomaanse sultan Süleyman I tot beylerbey van Algiers benoemd om de strijd tegen de Marokkaanse heerser voort te zetten. Hij liet Mohammed ash-Sheikh in oktober 1557 vermoorden door een van zijn lijfwachten.
Hasan Pasja viel vervolgens begin 1558 Marokko binnen, maar hij werd tegengehouden door de Marokkanen ten noorden van Fez bij de slag om Wadi al-Laban. De strijd was onbeslist en Hasan Pasja moest zich terugtrekken na het horen van Spaanse voorbereidingen voor een offensief uit Oran. Hij ging opnieuw aan boord van de haven van Qassasa in het noorden van Marokko, net ten westen van Melilla, en keerde van daar terug naar Algiers om een verdediging voor te bereiden tegen de Spanjaarden, die al snel aanvielen in de Mostaganem-expeditie.
Later tijdens de regeerperiode van de Abdallah el-Ghalib was het versterken van zijn militaire verdediging tegen mogelijke Ottomaanse invallen een prioriteit, vooral in de strategische regio tussen Fez en Tlemcen, daarom koos de Marokkaanse sultan voor een beleid van territorialisering. Zo verwelkomde hij de "Guich"-stammen, op wie hij zijn vertrouwen stelde en ook de Arabieren uit Tlemcen, door zijn land te verlenen dat geschikt was voor landbouw en tegelijk dienden het als een ‘bufferzone’ tegen het Ottomaanse leger. .